# Paton (motocicletas)
Paton es una marca fabricante de motocicletas italiana. Fue fundado en 1957 después de que FB Mondial se retirara de las carreras de Grand Prix, por Giuseppe Pattoni (mecánico jefe del equipo FB Mondial GP) y el diseñador Lino Tonti.

## Historia
Fundada en 1958 por dos ex empleados del departamento de carreras de FB Mondial, Giuseppe Pattoni (1926 -1999) y Lino Tonti (1920-2002), comienza Paton (el nombre deriva de la fusión los apellidos de los dos fundadores Pa ttoni Ton ti) el negocio mediante la transformación de algunos 125s Mondial tomados por Pattoni de un solo eje de doble eje, tras el cierre, al final de la temporada de 1957, del departamento de carreras Mondial. Mike Hailwood comienza su carrera con una de estas motos, terminando séptimo alTourist Trophy y victoria en el circuito de Silverstone en 1958.

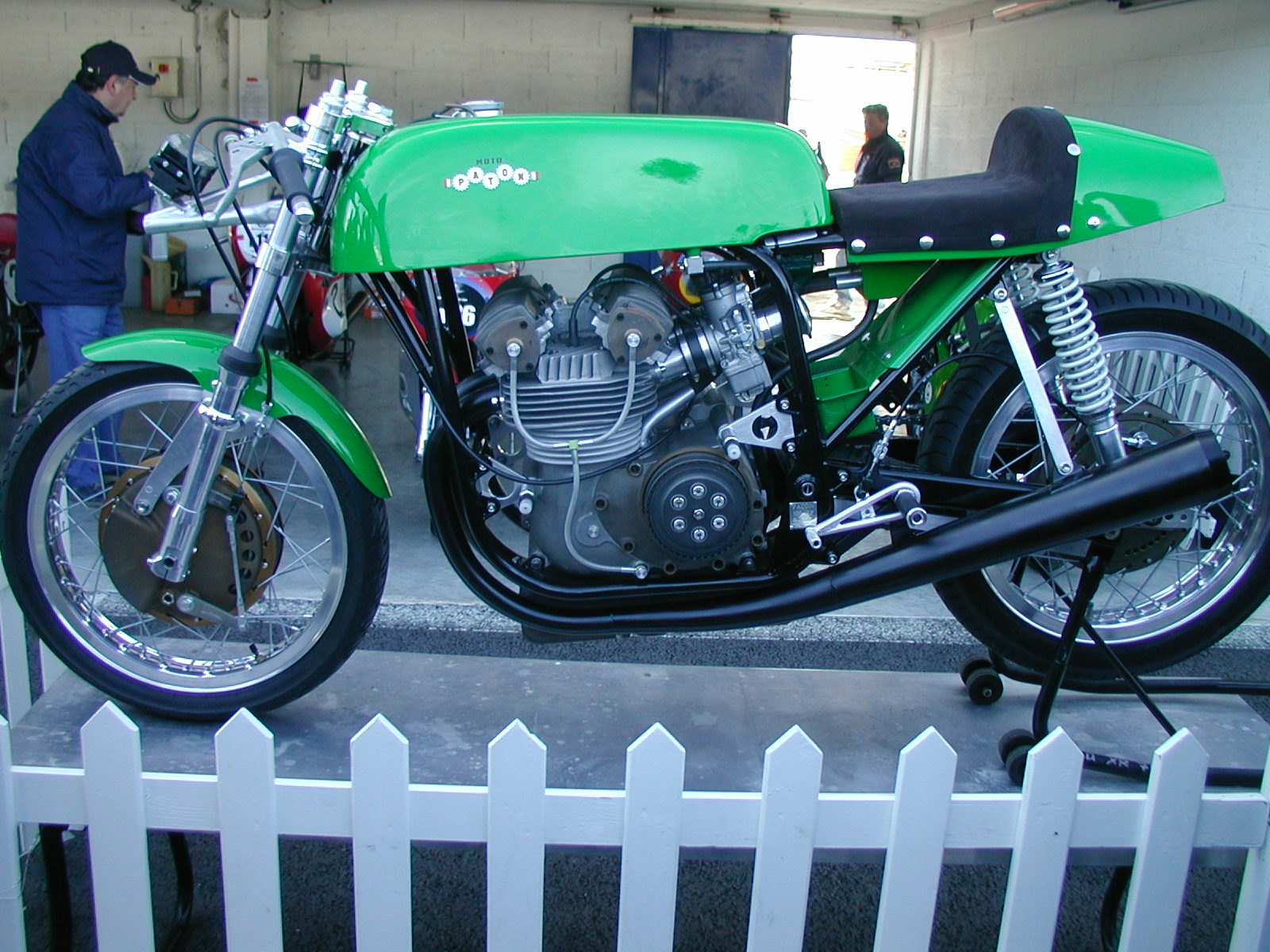
Motocicleta de Paton.

El Paton 500 de dos cilindros (sin carenado) en el clásico color verde de la casa milanesa
Poco tiempo después, debutaba un motor bicilíndrico 250 twin-cam, derivado de un proyecto de Tonti, una motocicleta que tuvo poca suerte en las carreras. La asociación entre Pattoni y Tonti duró hasta 1960, año en el que Tonti se trasladó a Bianchi trayendo consigo el proyecto de un nuevo 250, dejando a Pattoni con un rastro por desarrollar.
El primer prototipo del nuevo cuarto de litro debuta en 1964 con Gianpiero Zubani en una carrera del campeonato italiano, en Módena. Posteriormente Paton hizo su debut en el campeonato mundial, obteniendo el tercer lugar en el Tourist Trophy con Alberto Pagani, undécimo en la clase 250 al final de la temporada . En 1965 llega una nueva versión del bicilíndrico, aumentado a 350 cm3, mientras que al año siguiente es la 500. Esta última será la moto que más satisfacción dé a Pattoni: en 1967 el inglés Fred Stevens es sexto en el campeonato mundial, mientras que Angelo Bergamonti gana el Campeonato de Italia Senior al vencer a Giacomo Agostini y MV Agusta. Otra temporada importante es 1969, cuando Billie Nelson es cuarto en el campeonato del mundo (Bergamonti 17, Trabalzini 22 y Bertarelli 34 los otros clasificados con el medio litro milanés), mientras que Franco Trabalzini es segundo en el campeonato italiano. El Paton demostró ser una de las alternativas más válidas para los conductores no oficiales (en la práctica todos, excepto Agostini) junto con el LinTo (diseñado por Lino Tonti después del cierre de Bianchi).
Con los años setenta el Paton comienza una tendencia a la baja: el último destello de gloria para el milanés de cuatro tiempos es el tercer puesto de Armando Toracca en el italiano 1974. La siguiente temporada es la última del bicilíndrico 500: para conducirlo es Virginio Ferrari. En 1976 Pattoni presentó una nueva moto, la V 90 BM 4, propulsada por un motor de cuatro cilindros en forma de V de dos tiempos. Sin embargo, los resultados son malos y se decide dejar las carreras. La pausa duró hasta 1983, cuando se presentó el RC, diseñado por Giuseppe Pattoni junto con su hijo Roberto. Esto seguirá en 1986 el V 115 C2, con el que Vittorio Box terminó el Campeonato de Europa de Velocidad de 1988 en tercer lugar, ganando la carrera italiana en Misano.

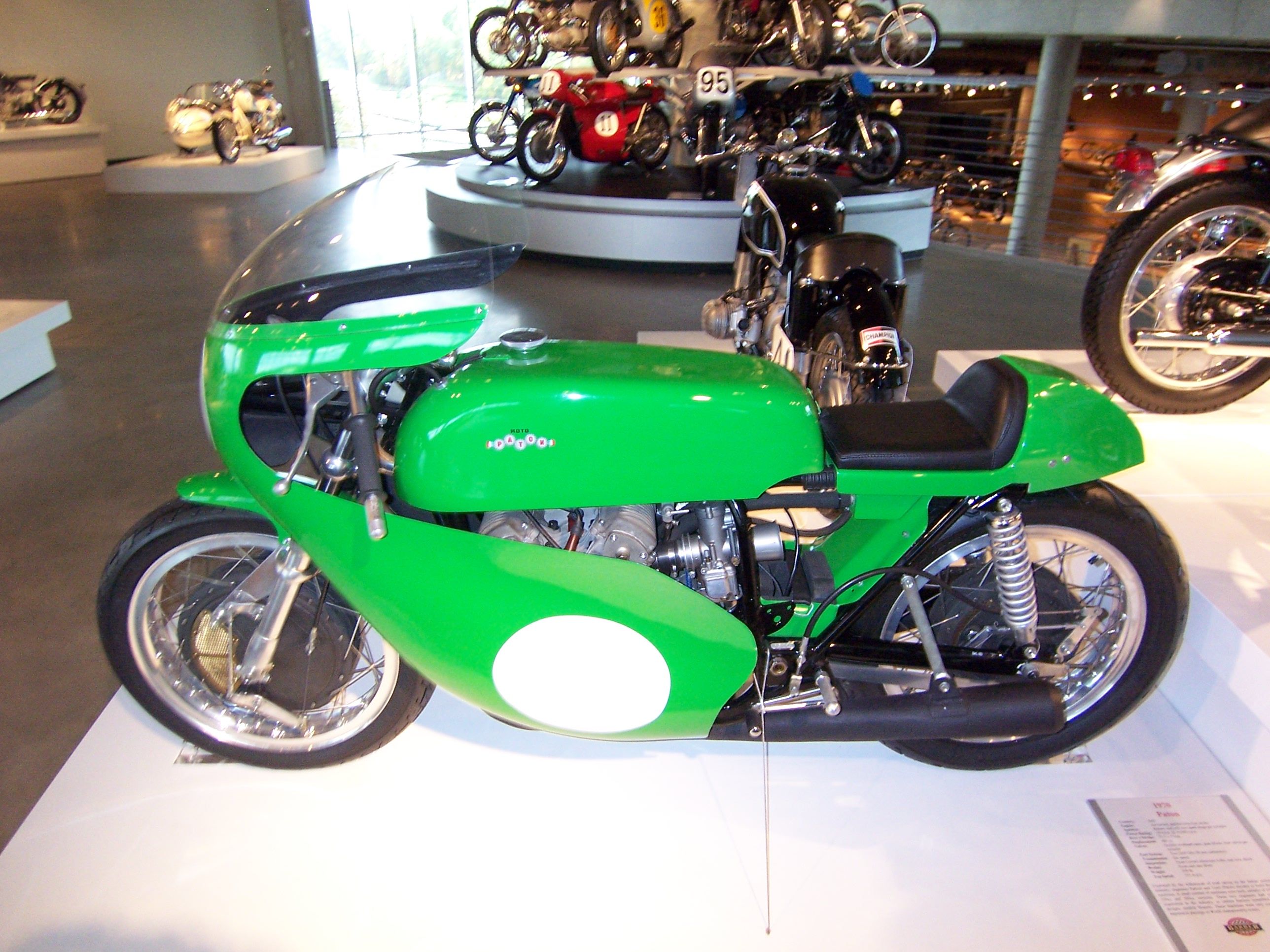
La Paton 500 GP bicilindrica de 1970

En 1994 le tocó el turno a una nueva versión del 4 cilindros milanés, el C10/1, que en la temporada de 1995 obtuvo buenas posiciones. Sin embargo, al final de la temporada siguiente, el IRTA le negó a Paton el derecho a participar en el Campeonato del Mundo de 1997 porque la moto no se considera muy competitiva (en consecuencia, las motos Paton se verán al principio en algunas ocasiones, gracias sobre todo a los comodines ocasionales). Los Pattoni no se rinden y continúan desarrollando su bicicleta.
A pesar de la muerte de Giuseppe Pattoni en 1999, la aventura continúa: en 2000 Paton presenta la PG 500 R con la que logra participar en cinco carreras del Campeonato del Mundo, como wild card, y con Paolo Tessari logra ganar un punto, gracias en el puesto 15 en el GP de Alemania. En 2001, el IRTA volvió a negar la entrada al Campeonato del Mundo; gracias a la ayuda de un patrocinador aún logra participar en cuatro carreras con la nueva PG 500 RC (evolución de la anterior versión R) acreditada con 190CV a 12800 rpm, obteniendo comodines para Vladimír Častka, Sébastien Gimbert y Shaun Geronimo. En 2002 el final de la aventura, con la expulsión de las carreras.
La actividad de Paton, sin embargo, no cesa: Roberto Pattoni, a partir de 2004, inició la producción a pequeña escala de una réplica del bicilíndrico 500 en la versión de 1968, con la que volvió a competir en el Gran Premio de Manx, consiguiendo un segundo puesto en 2006 y la victoria en 2007 con Ryan Farquhar, año en el que el C5 también volvió a correr, excepcionalmente desplegado en el Senior TT, pero que acabó con una retirada. El norirlandés volvió a ganar el GP de Manx en 2011, dejando al subcampeón a casi dos minutos.
A finales de 2009 se presentó el nuevo 500 Gran Premio, construido sobre la base del Ilmor X3 (pero con el motor de 2 tiempos del último 500 RC) con la intención de producir una pequeña serie para ser vendida para uso exclusivo en pista, el que se comercializa desde 2010.

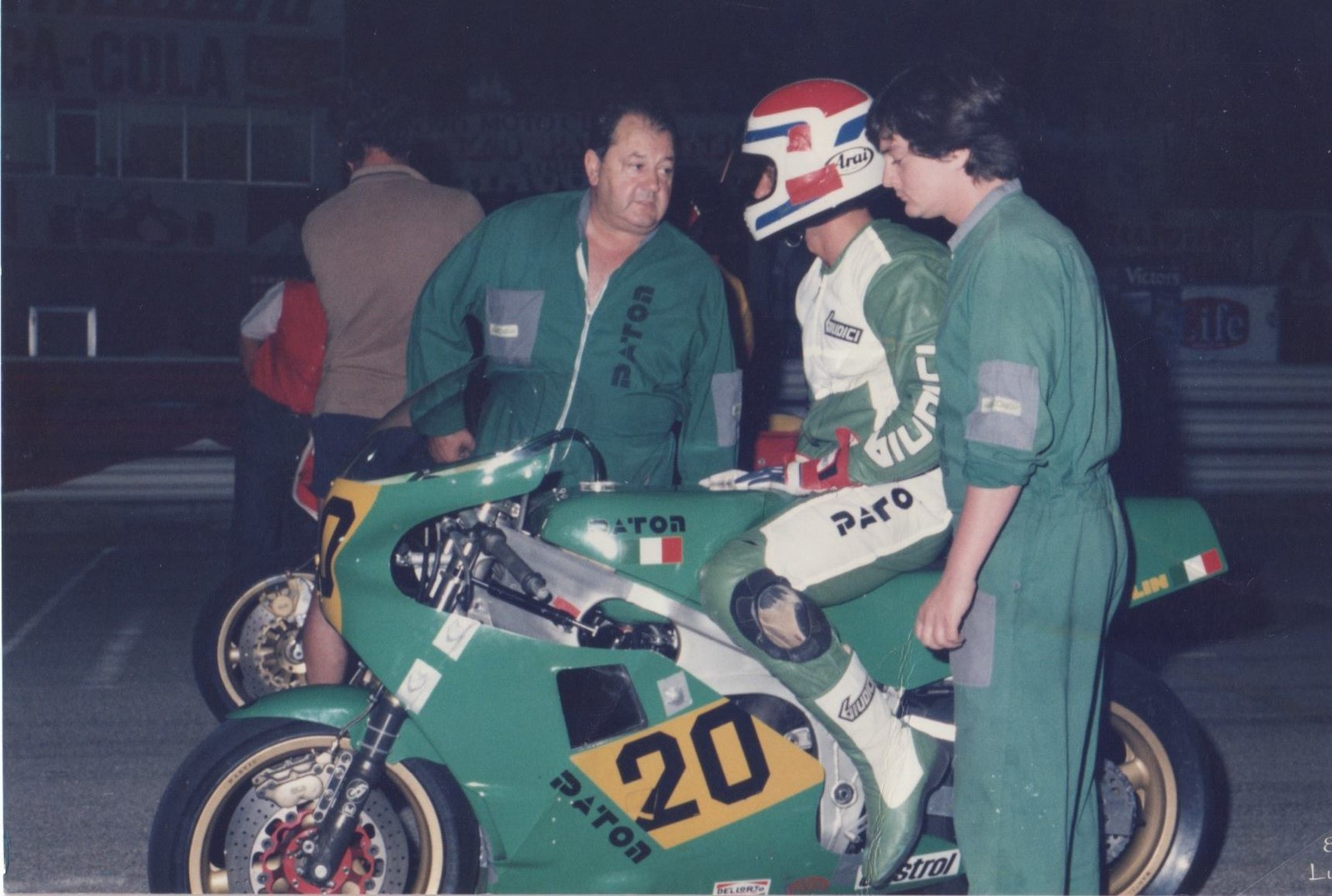
De izquierda a derecha: el fundador de Paton, Giuseppe Pattoni, en Santamonica en 1986 con el piloto Vittorio Box, en la V115 500, y con su hijo Roberto Pattoni.

En 2014 se presentó la primera motocicleta de carretera de la compañía, la S1, que en una versión modificada para competiciones participó en el Tourist Trophy en la Isla de Man con el piloto de Bérgamo Stefano Bonetti, que finalizó quinto en la categoría TT Light Weight 2016.
En noviembre de 2016, las marcas registradas Paton y los equipos para la producción de motocicletas fueron adquiridos por los empresarios Stefano Lavazza y Marco De Rossi, fundadores y propietarios de la empresa milanesa SC-Project, fabricante de sistemas de escape para motocicletas de carretera y de carreras. La nueva sede se encuentra en Cassinetta di Lugagnano (Milán). Roberto Pattoni, hijo del fundador Giuseppe Pattoni, es parte fundamental del proyecto, como director general del nuevo Departamento Paton Moto.
En 2017 se creó la nueva Paton S1-R Lightweight, una evolución de la Paton S1, una moto para participar en el Tourist Trophy en la Isla de Man en la categoría Lighweight con los pilotos Stefano Bonetti y Michael Rutter alineados oficialmente por el equipo Paton SC-Project Reparto Corse. obteniendo una victoria al detener el reloj en 01:16:19.324 con Michael Rutter.
En 2018, el equipo de Paton SC-Project Reparto Corse alineó dos pesos ligeros S1-R en el Tourist Trophy.
En 2018 el Paton S1-R Lightweight, ya ganador del Tourist Trophy 2017, fue sometido a intervenciones técnicas y mejoras significativas para incrementar el rendimiento del motor bicilíndrico de 650cc, llevado a más de 100 CV de potencia máxima gracias a nuevos procesos de motor, nueva caja de aire y nuevo sistema de escape. Seis Paton S1-R Lightweight están alineados en el Tourist Trophy 2018, dos de los cuales en capacidad oficial Paton por el Paton SC-Project Reparto Corse Factory Team interno, con los pilotos Michael Dunlop, campeón de múltiples categorías, y el italiano Stefano Bonetti. Tras una larga batalla, el veterano Dunlop en la tercera vuelta se coloca en primera posición, que mantendrá hasta el final de la carrera, que finalizó con su 18º triunfo en TT. Michael Dunloptambién marca el récord de montaña: un promedio de 122,257 mph por segundo, un nuevo récord de categoría para el peso ligero. El segundo piloto oficial de Paton, Stefano Bonetti, se coloca en cuarto lugar, mientras que Michael Rutter en el Paton S1-R Lightweight privado sube al podio terminando la carrera en tercera posición.
En 2019 la marca Paton con el SC-Project Paton Reparto Corse Team vuelve a estar presente en el Tourist Trophy de la Isla de Man y por primera vez también en las 24 Horas de Le Mans, carrera del Campeonato Mundial de Resistencia donde se disputará una Honda CBR1000RR. SP1 con preparación Paton, moto encomendada a los pilotos Nicolás Terol, Matteo Baiocco y Simone Saltarelli.
El 16 de mayo de 2019, el Paton S1-R Lightweight privado conducido por Stefano Bonetti ganó la carrera North West 200, haciendo historia como el primer dúo italiano de motociclistas en ganar la competencia. A finales de 2019 Roberto Pattoni Abandona definitivamente el proyecto Paton que continúa con el nuevo rumbo, emprendido en 2016, vinculado a la empresa SC-Project. La gestión técnica y de diseño está totalmente a cargo de Andrea Realini, exdirector de proyectos de Paton, mientras que los propietarios Stefano Lavazza y Marco De Rossi seguirán siguiendo la parte de gestión y deportes de la marca.